# Bergnershof

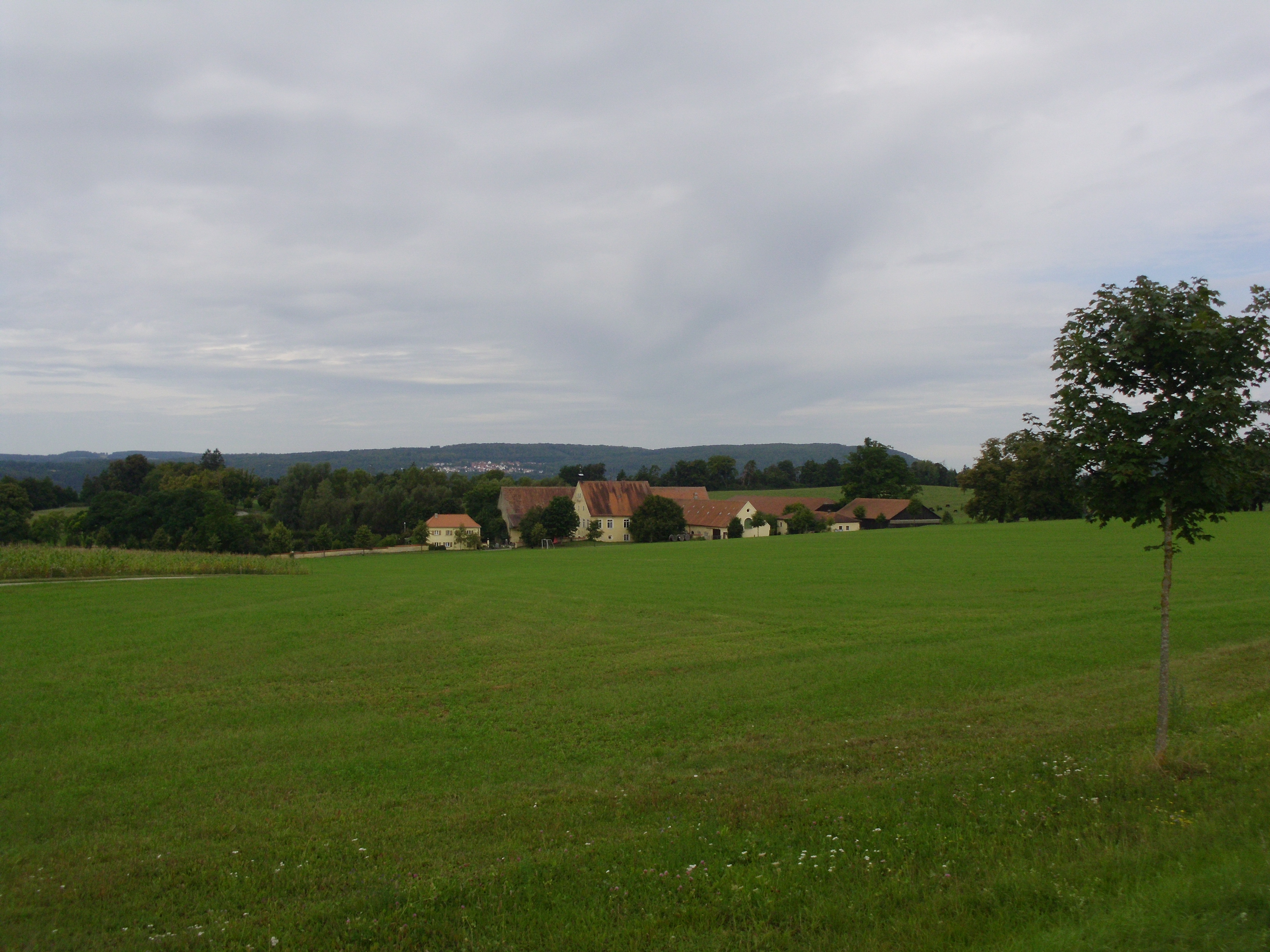
Bergnershof, eingebettet in die Landschaft

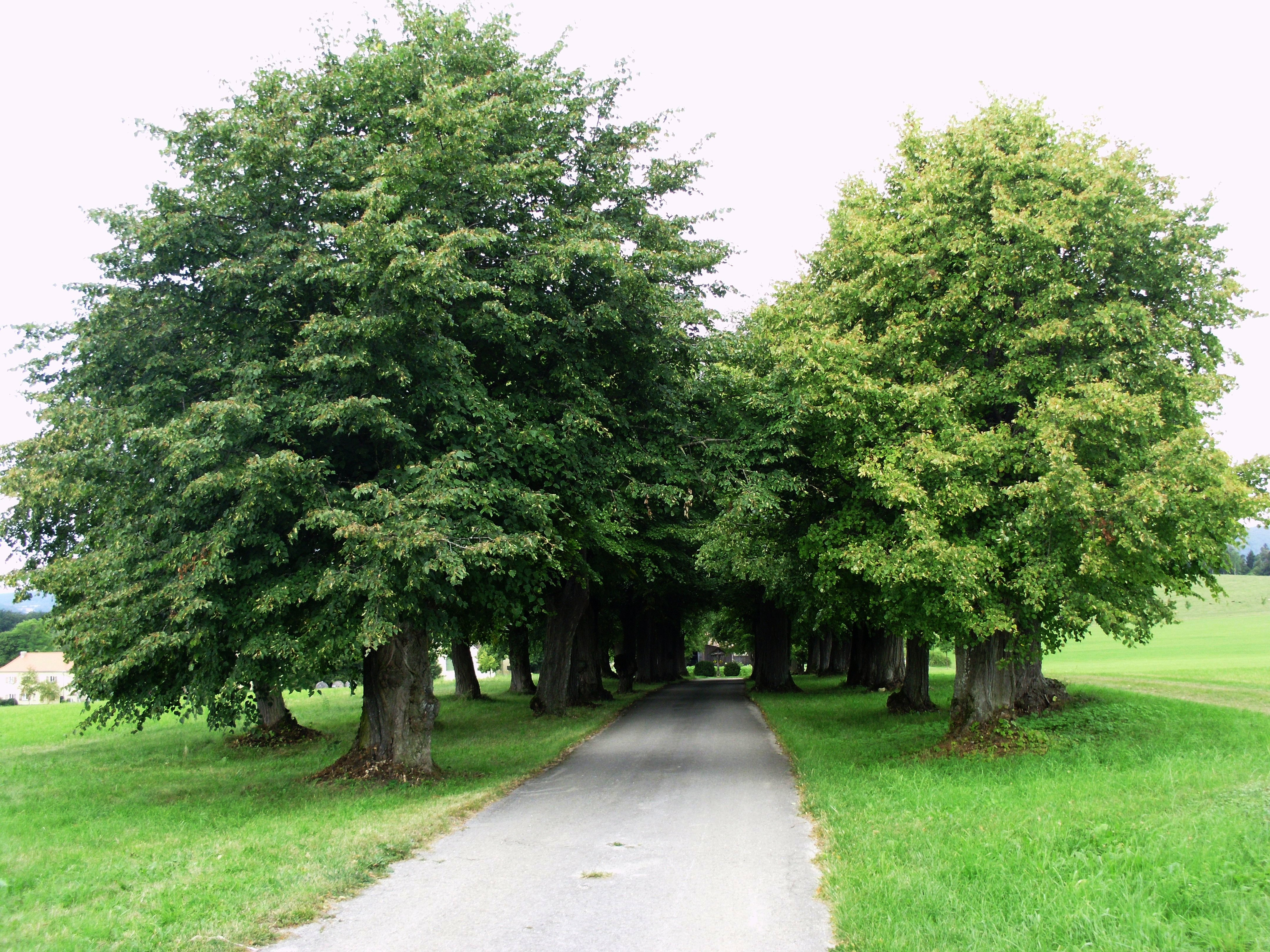
Bergnershof, alte Lindenallee

Bergnershof ist ein Gemeindeteil der Stadt Treuchtlingen im Landkreis Weißenburg-Gunzenhausen (Mittelfranken, Bayern). Bergnershof liegt in der Gemarkung Dietfurt in Mittelfranken.

## Lage
Die Einöde liegt nordöstlich von Dietfurt bei Treuchtlingen auf der Jura-Höhe. Sie ist über die in Dietfurt beginnende Sommerhausstraße zu erreichen. Eine weitere Zufahrtsmöglichkeit ist die von Pappenheim in Richtung Osterdorf führende Kreisstraße WUG 11, die in die Bundesstraße 2 einmündet.

## Ortsnamendeutung
Der Ortsname bedeutet „zu dem Hof des Berenger“.

## Geschichte
Im 12. Jahrhundert begannen die adeligen Grundherren der Gegend, in die Wälder vorzustoßen und Rodungssiedlungen anzulegen bzw. ihre dort vorhandenen Besitzungen durch Neubrüche zu erweitern. Dies dürfte auch der Ursprung von Bergnershof gewesen sein. Laut Pappenheimer Urbar von 1214 gehörten die zwei Höfe von „Bergershoue“ zur Herrschaft Pappenheim. 1300 zinste das Lehen „Perngershouen“ dem Kloster St. Walburg in Eichstätt. 1411 veräußerte Heinrich von Pappenheim den „Päringershof“ dem Wirich von Treuchtlingen „auf viel Jahr Nutzen“. 1427 mussten die Pappenheimer den Weiler verpfänden. 1586 kaufte Marschall Veit Hipolyt von Pappenheim Bergnershof von Leonhard Funk zurück. Kirchlich gehörte der Hof zum Sprengel der evangelischen Gemeinde Dietfurt. In der Nähe des Bergnershofs stand der Hochgerichtsgalgen der Pappenheimer Herrschaft; Reste einer wohl mittelalterlichen runden Ummauerung sind noch vorhanden.
Im neuen Königreich Bayern wurde der Bergnershof 1808 dem Steuerdistrikt Dietfurt zugeschlagen, der bei der Gemeindebildung 1818 zur Ruralgemeinde Dietfurt wurde. Diese wurde im Zuge der Gebietsreform am 1. Mai 1978 nach Treuchtlingen eingemeindet.
Der Hof mit seinem Guts- und Verwalterhaus, einem zweigeschossigen Satteldachbau wohl des 17./18. Jahrhunderts, der 1856 erneuert wurde, war bis in die 1970er Jahre Besitz der Grafen von Pappenheim. 1984 wurde berichtet, dass auf dem „inzwischen restaurierten Einzelhof“ der Getreide- und Zuckerrübenanbau dominierte.
Nachdem 1824 in zwei Gebäuden 17 Personen gewohnt hatten, schnellte die Einwohnerzahl in den von Flucht und Vertreibung gekennzeichneten unmittelbaren Nachkriegsjahren auf 30 hoch (so 1950 in vier Gebäuden). 1987 wohnten in Bergnershof vier Personen.

## Baudenkmäler
- Gutshof
- Ehemaliger pappenheimscher Galgen